# 特別行政機関
特別行政機関（とくべつぎょうせいきかん、ロシア語：специальный административный орган）とは、旧ソ連で経済・文化・国防の個別問題の対処のために設置される機関である。

## 種類

### ソビエト連邦閣僚会議付設の特別行政機関

#### 文化の分野
- ラジオ・テレビ委員会
- 映画委員会
- 出版印刷委員会
- レーニン賞受賞委員会

#### 技術の分野
- 発明発見問題委員会
- 規格・基準委員会

### 総管理局付設の特別行政機関
- 古文書保存局
- 気象通報局

### その他の特別行政機関
- 法律委員会
- 有用鉱物資源委員会
- 宗教問題協議会
- 国家仲裁委員会
- 電報通信社（タス）

## 指導者
ソ連邦閣僚会議によって任命せれるが、政府の構成には入らない。